# Geophagus parnaibae
Geophagus parnaibae, popularmente referido como acará, é uma espécie da família dos ciclídeos (Cichlidae) e do gênero Geophagus.

## Etimologia
O nome genérico Geophagus do grego gê (γῆ), que significa "terra", e phagein (φαγεῖν), que significa "comer". Seu epíteto específico parnaibae alude à bacia do rio Parnaíba. O nome popular cará ou acará é uma designação comum a diversos peixes da família dos ciclídeos. O termo deriva do tupi aka'ra, no sentido de "escamoso, cascudo", e foi registrado pela primeira vez em 1587.

## Taxonomia
A espécie foi descrita em 2006 na revista Zoologische Abhandlungen des Staatlichen Museums für Tierkunde pela dupla de pesquisadores Wolfgang Staeck e Ingo Schindler. A localidade-tipo de seu holótipo e o riacho Ponti, próximo ao município de Timon, no Maranhão.

## Descrição
Geophagus parnaibae possui 17 espinhos dorsais, entre nove e 11 raios dorsais, três espinhos anais e de sete a oito raios anais. Distingue-se de todos os seus congêneres pela combinação única de características morfológicas: ausência de faixa escura infraorbital ou de manchas negras na região pré-opercular; nadadeira caudal com faixas longitudinais bem definidas; presença de apenas 30 a 31 escamas na linha E1; e pequeno porte, com comprimento total máximo de cerca de 16 centímetros.

## Distribuição e habitat
Geophagus parnaibae é endêmica do Brasil e está restrita à drenagem do rio Alto, Médio e Baixo Parnaíba, do Gurupi, do Itapecuru e do Mearim dos estados do Piauí, Maranhão e Ceará, nos biomas da Amazônia, Cerrado e Caatinga. É conhecido das seguintes localidades: tributário do rio das Balsas entre Riachão e Balsas, pequenos tributários do rio Longá próximo à Esperantina e próximo à Barras; Richão Ponti, próximo a Timon e um pequeno tributário do rio Poti próximo à Monsenhor Gil. Habita córregos e pequenos riachos com fundo arenoso, os quais podem apresentar correnteza bastante intensa durante a estação chuvosa. No entanto, durante a estação seca e os períodos de águas baixas, a espécie é frequentemente encontrada também em poças e lagoas isoladas.

## Ecologia
Geophagus parnaibae é bentopelágica. Sua dieta é composta por aproximadamente 80% de matéria vegetal (principalmente sementes), além de larvas de insetos aquáticos, detritos e grãos de areia. Entre as espécies que compartilham o habitat com G. parnaibae estão Crenicichla menezesi, Apistogramma piauiensis, Hoplias malabaricus, Micropoecilia branneri, Aspidoras raimundi, Otocinclus hasemani, Pimelodus sp. e diversas espécies da família dos ciclídeos. Geophagus parnaibae apresenta cuidado parental bucal, utilizando a boca para proteger suas larvas — um comportamento considerado uma forma primitiva de cuidado com ovos e alevinos. Assim como ocorre com vários de seus congêneres, a reprodução se inicia com a desova sobre o substrato, mas, logo após a eclosão, as larvas são transferidas para a boca dos genitores.

## Conservação
A União Internacional para a Conservação da Natureza (UICN) classifica Geophagus parnaibae como pouco preocupante (LC), pois é amplamente distribuída e comum em toda a sua área de distribuição, e não há indicação de qualquer declínio populacional. Em 2018, foi classificada como pouco preocupante (LC) no Livro Vermelho da Fauna Brasileira Ameaçada de Extinção do Instituto Chico Mendes de Conservação da Biodiversidade (ICMBio). A espécie está presente em algumas áreas de conservação: A Área de Proteção Ambiental do Delta do Parnaíba (APA Delta do Parnaíba), a Área de Proteção Ambiental da Serra da Ibiapaba (APA Serra da Ibiapaba), o Parque Nacional Nascentes do Rio Parnaíba (PARNA Nascentes do Rio Parnaíba), a Área de Proteção Ambiental da Baixada Maranhense (APA Baixada Maranhense) e a Área de Proteção Ambiental dos Morros Garapenses (APA Morros Garapenses).